# Google Penguin
Google Penguin是Google搜尋于2012年4月24日首次发布的算法更新。该算法采用了Gray Hat SEM技术，通过对指向页面的链接数量进行处理来人为提高网页在搜索结果中的排位，旨在降低违反Google网站管理员指南的网站在Google搜索的位次。据Google员工John Mueller所言，截至2013年，Google已完成Penguin算法过滤器的所有更新与维护。 

## 算法对搜索结果的影响
据Google估计，Penguin算法影响了大约3.1%的英语搜索结果、大约3%的德语、中文和阿拉伯语等语言的搜索结果；在一些“垃圾网站更多的”语言中，这一数值甚至会更大。2012年5月25日，谷歌发布了名为“Penguin 1.1”的首次Penguin更新；据谷歌时任网络垃圾邮件负责人Matt Cutts称，此次更新对英语搜索结果的影响应该不足1%。此次更新旨在惩罚使用不合理渠道而在Google搜索结果中获得高排名的网站。在Penguin算法推出之前，多数网站仍在通过负面链接构建技术来获得高排名并获得流量；然而，这一算法公布后，内容丰富的网站将更容易在搜索结果中取得更高的排位，而那些内容很少或充斥垃圾内容的网站则与之恰好相反。据称，在Panda和Penguin两个算法推出之后，通过特定关键字在Google搜索到的网站的排位也逐渐变得更加稳定；对此Google回应称，仅仅为了吸引流量而建立的网页违反了他们的网站管理员指南，而这些算法的目的就是为了让这些网页受到惩罚。
2012年1月，Penguin进行了页面布局算法更新 （也称为 Top Heavy Update），有效降低了广告过多或首页内容过少的网站在搜索结果中的排位。
2012年10月5日，Penguin 3发布，对0.3%的搜索结果排位产生了影响。2013年5月22日，Penguin 4（也称为 Penguin 2.0）发布；此次更新则影响了2.3%的搜索结果。2013年10月4日，Penguin 5（也称为 Penguin 2.1） 发布，影响了约1%的搜索结果。 
2014年10月18日，有报道称Google已经发布了Penguin 3.0。 3天后Google所属工作人员Pierre Farr回应称，Penguin 3.0是一次算法「刷新」，并没有添加什么新的内容。
2015年4月7日，John Mueller在一次Google+环聊中表示，Penguin和Panda两大算法“都还不具备定期数据更新功能”，因此“必须依靠人工才能进行更新”。这一定程度上证实了Penguin算法没有进行过持续更新，而这一事实在当年早些时候也已经露出端倪。 
Google Penguin、Google Panda和页面布局更新共享算法的共同战略目标无疑是在Google搜索中让更高质量的网站出现在搜索结果中更显眼的位置。然而，这些算法所针对的网页内容则并不一样。对于Google Penguin来说，这一算法的主要目标是规避包括链接轰炸在内的垃圾索引网站。
2016年4月15日，John Mueller在Google+环聊中称：“我保证当我们准备推出（Penguin）这个算法的新更新时，我们会向各位提前告知，但就目前而言，我没有任何具体的消息能告诉各位。” 

### Penguin 4.0
2016年9月23日，Google正式宣布Google Penguin被纳入Google核心算法，这意味着在此之后它将会进入实时更新的状态；因此，Google之后没有再发布过任何关于Penguin算法的更新公告。这一算法进入实时更新的状态也意味着各个网站将实时接受评估，其在同一关键词搜索时的排位也有可能实时变化。在此之前，各个网站的开发者在排位降低后总是要等待下一次算法更新——只有更新才会让自己的网页有宝贵的排位上升机会。除此之外，Google Penguin 4.0较先前的几个版本都更加精细，仅仅基于URL对各个网站的排位产生影响，而不是因为个别网址而将整个网站的排位都拉低。Penguin 4.0与其他版本不同之处还在于，其不会因为发现错误链接而将网站的排位降低；相反，它会将这些错误链接忽略且不计入网站的排位。Google在使用这一算法识别不合理链接的同时也加入了人工审核的协助，且会将这些非法链接写入其网站的手动操作报告中。

## Google Penguin算法反馈表
Penguin算法更新发布两天后，Google准备了一份反馈表，专为两类用户设计；其中一种是想要举报在Penguin算法投入使用后搜索结果排位仍未降低的垃圾索引网站的用户，另一种则是对自己网站排位降低进行申诉的用户。除此之外，Google也专门设计了一份网站管理员复议表。
2015年1月John Mueller曾表示，只要在网页中修复那些不合法链接就可以解决Penguin算法降低排位的问题。具体来说，修复途径主要包括手动删除不良链接或使用Google的Disavow工具两种；修复完成后提交重新审核请求即可。Mueller指出，这一算法主要着眼于合法链接与非法链接在整个网页中所占百分比，因此建立更多合法链接可以使Penguin算法将该网站定为质量更高的网站，从而实现排位恢复。 

## 更新
- Penguin 1（2012年4月24日） [26]
- Penguin 2（2012年5月26日） [27]
- Penguin 3（2012年10月5日） [28]
- Penguin 4[註 1]（2013年5月22日）[29]
- Penguin 5[註 2]（2013年10月4日）[30]
- Penguin 6[註 3]（2014年10月17日） [31]
- 2014年12月1日，Google承认称Google Penguin的更新仍在进行中，网站管理员仍在继续报告各个网页的排位波动。 [32]
- Penguin 7[註 4]（2016年9月23日）[33]